# Auto da Barca do Purgatório
O Auto da barca do Purgatório é uma peça teatral de Gil Vicente, escrita em 1518. Apresenta uma uniformidade na condição social das personagens, que são de pessoas de condição humilde e cujo destino é o seguinte:
- Ficam na praia purgatória, expiando pequenas faltas até merecerem a glória:
  - um lavrador, que se apresenta de arado nas costas, explorado por todos e cujas fadigas e sacrifícios evitam a sua condenação;
  - Marta Gil, uma regateira, que praticou pequenas faltas;
  - um pastor que, embora crente, cedeu às tentações;
  - uma pastora menina, que também terá de expiar pequenas faltas.
- Vai para o céu um menino de pouca idade que nem chegou a pecar.
- Vai para o inferno um “taful” (jogador), batoteiro e mentiroso.

Neste auto há cenas cômicas, como a entre o taful e o diabo que jogam cartas na parte final da peça. Há também uma personagem cômica, Marta Gil, faladeira, sempre com uma justificativa na ponta da língua e sempre movimentando as ancas, o que constitui motivo de graça. É bem instrutivo.
Este auto foi representado à rainha D. Leonor no Hospital de Todos os Santos na cidade de Lisboa, nas matinas do Natal.
Personagens: Anjo (arrais do céu), Diabo (arrais do Inferno), Companheiro do Diabo, Lavrador, Marta Gil (regateira), Pastor, Moça Pastora, Menino, Taful, Três Anjos.
Argumento: Todos os defuntos pretendem embarcar na barca do Anjo.
O Lavrador, a regateira Marta Gil, o Pastor e a Pastora (representantes do povo) são condenados a expiar os seus pecados no Purgatório. Com o arrais do inferno segue o Taful. Apenas o Menino embarca com o arrais do céu. 

## RomanceRemando vão remadores
Remando vão remadores é um romance que surge logo no início da peça. É cantado, segundo as indicações do autor, por três anjos segurando remos. É apontado como sendo uma adaptação de Gil Vicente do famoso romance popular Barca Bela, ainda hoje cantado como canção de Natal ou Reis. Apesar da melodia não ter chegado à atualidade, o compositor português Frederico de Freitas escreveu música para os versos no seu Tríptico Vicentino.